# マルク＝オリヴァー・ケンプフ
マルク＝オリヴァー・ケンプフ（Marc-Oliver Kempf、1995年1月28日 - ）は、ドイツヘッセン州・リヒ出身のサッカー選手。セリエA・コモ1907所属。ポジションはDF（センターバック）。

## 経歴

### クラブ
2012年10月、17歳の時にアイントラハト・フランクフルトと3年契約を締結。2シーズンの間にブンデスリーガで5試合に出場したが、2014年7月にSCフライブルクへ移籍した。
2018年5月、VfBシュトゥットガルトへ2022年6月までの4年契約で完全移籍することが発表された。
2022年1月25日、ヘルタ・ベルリンへ2026年6月までの4年半契約で完全移籍した。
2024年8月28日、コモ1907に移籍した。

### 代表
代表レベルではU-16ドイツ代表に招集されて以来、各年代のドイツ代表としてプレーをした経験を持つ。U-17ドイツ代表としては2014年5月にスロベニアで開催されたUEFA U-17欧州選手権2012に出場し準優勝、U-19ドイツ代表としては2014年7月にハンガリーで開催されたUEFA U-19欧州選手権2014に出場し、優勝に貢献した。
U-21ドイツ代表としては2017年3月21日に行われたU-21イングランド代表戦でデビュー。同年6月にポーランドで開催されたUEFA U-21欧州選手権2017では全5試合に出場し、グループリーグ第2戦のU-21デンマーク代表戦で1得点を記録。決勝戦ではU-21スペイン代表を下し優勝に貢献した。

## 代表歴

### 出場大会
- U-17ドイツ代表
  - 2012年 - UEFA U-17欧州選手権（準優勝）
- U-19ドイツ代表
  - 2014年 - UEFA U-19欧州選手権（優勝）
- U-20ドイツ代表
  - 2014年 - 2015 FIFA U-20ワールドカップ（ベスト8）
- U-21ドイツ代表
  - 2017年 - UEFA U-21欧州選手権（優勝）

## タイトル

### クラブ
SCフライブルク
- 2. ブンデスリーガ：2015-16

### 代表
U-17ドイツ代表
- UEFA U-19欧州選手権：2014

U-21ドイツ代表
- UEFA U-21欧州選手権：2017